# Piscu Vechi
Piscu Vechi est une commune du județ de Dolj, au sud-ouest de la Roumanie, née de la fusion des villages de Piscu Vechi et de Pisculeț.